# Echinolaena minarum
Echinolaena minarum är en gräsart som först beskrevs av Christian Gottfried Daniel Nees von Esenbeck, och fick sitt nu gällande namn av Pilg.. Echinolaena minarum ingår i släktet Echinolaena och familjen gräs. Inga underarter finns listade i Catalogue of Life.